# Kriminologische Zentralstelle
Die Kriminologische Zentralstelle (KrimZ) ist die zentrale Forschungs- und Dokumentationseinrichtung des Bundes und der Länder in Deutschland für kriminologisch-forensische Forschungsfragen. Sie wurde 1986 eröffnet und hat ihren Sitz in Wiesbaden. Seit Dezember 2020 ist die Kriminologische Zentralstelle in direkter Nachbarschaft zum Hessischen Ministerium der Justiz und dem Staatsgerichtshof des Landes Hessen in der Wiesbadener Innenstadt untergebracht. In derselben denkmalgeschützten Liegenschaft befindet sich die Geschäftsstelle der Nationalen Stelle zur Verhütung von Folter, die der Kriminologischen Zentralstelle (KrimZ) organisatorisch angegliedert ist.

## Organisation
Die Stelle ist in der Rechtsform eines eingetragenen Vereins organisiert, ordentliche Mitglieder sind die Bundesrepublik Deutschland und deren Bundesländer. In ihrer wissenschaftlichen Arbeit wird die Kriminologische Zentralstelle von einem Fachbeirat unterstützt. Der Beirat setzt sich zusammen aus Vertreterinnen und Vertretern der Strafrechtspflege, von Institutionen der Polizei sowie Hochschullehrern unterschiedlicher Fachrichtungen, die für die kriminologische Forschung von Bedeutung sind. Die Finanzierung erfolgt je zur Hälfte durch den Bund und die Länder. Derzeitiger Direktor der KrimZ ist Martin Rettenberger. Ehemalige Direktoren sind Jörg-Martin Jehle (1986 bis 1997) und Rudolf Egg (1997 bis 2014).

## Aufgaben
Die Aufgaben sind gemäß ihrer Satzung die Förderung der kriminologischen Forschung sowie die Erarbeitung und Vermittlung kriminologischer Erkenntnisse für Wissenschaft, Gesetzgebung, Rechtspflege und Verwaltung. Die wichtigsten daraus resultierenden Aktivitäten sind die Durchführung von eigenen Forschungsprojekten, die Organisation von Fachtagungen und eine Literaturdokumentation. Eigene Forschungsergebnisse und Tagungsbände werden in der gedruckten KrimZ-Buchreihe Kriminologie und Praxis (KUP) veröffentlicht oder in der elektronischen Schriftenreihe BM-Online zum kostenlosen Download angeboten.
Die KrimZ betreibt unter der Bezeichnung KrimLit eine kriminologische Literaturdatenbank, die eine Aufsatzdokumentation wissenschaftlicher Fachzeitschriften enthält, und unter der Bezeichnung KrimPub ein Repositorium für elektronische Publikationen. Im Bereich des Opferschutzes betreibt die KrimZ die Online-Datenbank ODABS, die Betroffene von Straftaten bei der anonymen Suche nach Beratungsstellen unterstützt.
Die eigene Spezialbibliothek umfasst einen Bestand von etwa 29.500 Büchern mit thematischem Schwerpunkt Kriminologie und ist öffentlich zugänglich.

## Forschungsprofil
An der KrimZ werden vorwiegend praxisnahe empirische Forschungsvorhaben auf Basis personenbezogener Daten durchgeführt, die meist aus Strafakten und Registerauszügen oder durch Befragungen erhoben werden. Es handelt sich in der Regel um bundesweit angelegte oder überregional bedeutsame Untersuchungen im Bereich von Kriminologie, Rechtspsychologie und Strafrechtspflege. Einen besonderen Schwerpunkt bildet der Justizvollzug. Häufig werden Themen erforscht, die sich in der kriminalpolitischen Diskussion befinden.
Die Forschungsaktivitäten werden teilweise durch reguläre Haushaltsmittel, teilweise durch Drittmittel finanziert.
Eine Besonderheit des Forschungsprofils besteht darin, dass bestimmte Forschungsaktivitäten von Beginn an auf längere Sicht angelegt wurden. Dazu zählen insbesondere die regelmäßigen bundesweiten Erhebungsreihen zur Sozialtherapie, zur Dauer und Beendigung der lebenslangen Freiheitsstrafe und zum Vollzug der Sicherungsverwahrung und der vorgelagerten Freiheits- und Jugendstrafe.